# Roxburghe hercege
Roxburghe hercege skót főnemesi cím, jelenlegi viselője Charles Innes-Ker (1981–) Roxburghe 11. hercege, a családi rezidencia a Floors kastély. A címnek 1805–1812 között nem volt viselője, az utódlás per tárgyát képezte.

## Kezdetek: az Innes klán
Az Innes klán Berowald nevű flamand lovagtól származtatja magát, aki IV. Malcolm skót királytól kapta az Innes földeket 1160-ban. Berowald unokája, Walter, felvette az Innes vezetéknevet, és 1226-ban megerősítő oklevelet kapott II. Sándor skót királytól. 1452-ben az Innes klán tizenegyedik birtokosa, Robert Innes a Brechin-i csatában harcolt Huntly grófja alatt, majd megalapította az Elgin-i Greyfriars kolostort, hogy vezekeljen bűneiért. Az Innes klán huszadik vezetője, Sir Robert, a Moray-i parlamenti képviselő volt, és 1625-ben Nova Scotia baronetje lett. A harmadik baronet, Sir James, feleségül vette Lady Margaret Ker-t, aki révén a hatodik baronet megörökölte a Roxburghe hercegséget. Az Innes klán huszonötödik vezetője (és hatodik baronetje), James Innes lett Roxburghe 5. hercege lett. A jelenlegi Roxburghe herceg a klán vezetésére is jogosult lenne, de mivel az Innes-Ker nevet viseli, a Lord Lyon King of Arms nem ismeri el az Innes klán név szerinti vezetőjeként.

## Roxburghe grófjai
Robert Ker (1569–1650), Roxburghe 1. grófja
Robert Ker-t 1590. május 17-én lovaggá ütötték dániai Anna skót királynévá koronázásakor. 1590 decemberében felbujtó volt rokona, William Ker meggyilkolásában, ezért el kellett hagynia az országot, de hamarosan kegyelmet kapott. Első felesége John Maitland kancellár unokahúga volt, amely jelentős társadalmi előrelépést jelentett számára. 1593-ban Middle March és Liddesdale területek tiszthelyettese. Rá egy évre 1594 augusztusában Anna fia, Henrik herceg keresztelőjén a Stirling-kastélyban török lovagnak öltözve vett részt a lovagi tornán. Egy éve a skót titkos tanács tagja volt, amikor 1600. november 16-án Lord Roxburghe-vá lett, a lordi cím feljogosította a parlamenti részvételre.
1602 szeptemberében felkereste I. Erzsébet angol királynőt, „...olyan bölcs, gáláns és divatos volt, mint amilyet a skótokról gondoltunk” – írta egy udvaronc naplójában. 1603-ban elkísérte Jakab skót királyt Londonba. 1607-től a Lord of the Bedchamber, 1610-től a Skót Pénzügyminisztérium biztosa volt. 1637-től egy évtizeden át ő volt Skócia titkos pecsétjének őre 1638-ban csatlakozott a királypárthoz a polgárháborúban, de amikor a király 1642-ben megkísérelte letartóztatni az alsóház öt tagját, a menekülőket segítendő Ker nyitva tartotta a terem ajtaját.
1616. szeptember 18-án emelték gróffá, ő lett Roxburghe első grófja ( 1616) 1646. július 31-én grófi címére új novodamust kért és kapott. A módosítás az öröklést érintette. A grófnak nem volt férfi leszármazottja, ezért lánya, Lady Jean Ker (~1590–1662) és férje John Drummond (~1584–1662), Perth 2. grófja házasságából született unokája, William Drummond (majd: William Drummond Ker) (1622–1675) lett a kijelölt örökös.

William Drummond Ker (1622–1675), Roxburghe 2. grófja
Roxburghe 2. grófja William Drummond néven született, John Drummond, Perth 2. grófja és Lady Jean Ker harmadik legidősebb (életben maradt) fia volt. Legidősebb testvére, James Drummond (1615–1675) örökölte apja címeit, és Perth 3. grófja lett, bátyja, John Drummond idősebb volt nála, de nagyapjuk, az első gróf a megújított öröklési rendben név szerint Williamet tette meg címe örökösének. Ezért nagyapja halálakor felvette a Ker vezetéknevet is. 1660 februárjában kinevezték skót titkos tanácsossá, 1668-ban ezredesi rangot kapott a holland földön harcoló Roxburgh és Selkirk Milíciában.

Robert Ker (1658–1682), Roxburghe 3. grófja
Apja 1675-ben bekövetkezett halála után a 17 éves Ker Roxburghe 3. grófjaként örökölte a címeket és birtokokat. 1680-tól Ker skót titkos tanácsosként szolgált. 1681-ben Selkirkshire főseriffje, Roxburghshire seriffje, és Melrose uradalom baillie-ként is szolgált. Roxburghe 1682. május 6-án halt meg, amikor a HMS Gloucester zátonyra futott egy homokparton a norfolki partoknál.

Robert Ker (1677–1696), Roxburghe 4. grófja
A negyedik gróf öt évesen örökölte meg a címet és alig volt tizenkilenc, amikor utód nélkül meghalt.

## Roxburghe hercegei
John Ker (1680-1741), Roxburghe 5. grófja, majd Roxburghe 1. hercege KG PC

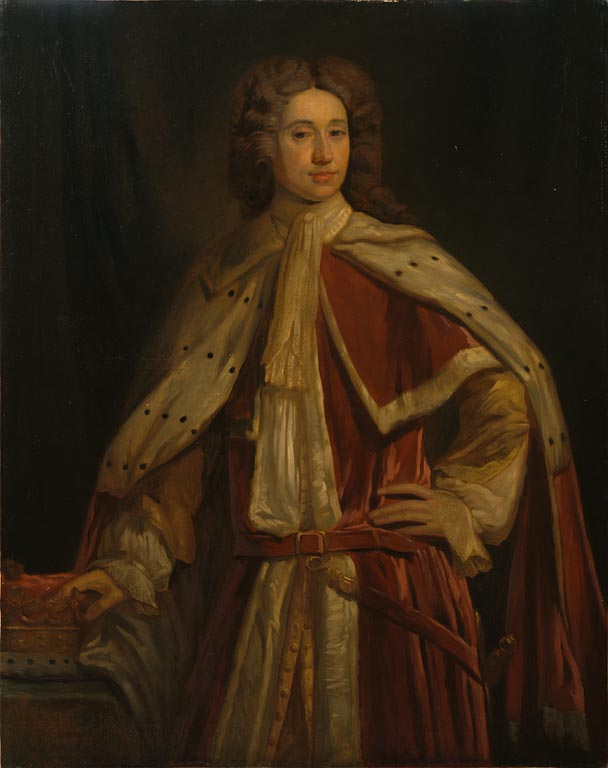
John Ker, Roxburghe 1. hercege, katona és Skócia államtitkára. A festmény 1927 körül készült

John Ker (1680. április 30. – 1740. február 27.) bátyja halála után lett Roxburghe 5. grófja. Először 1704 és 1705 között volt Skócia külügyminisztere, másodjára 1706 és 1725 között töltötte be ezt a tisztséget. Egyike volt azon főuraknak, akik támogatták Skócia és Anglia unióját (1707) Véleménye szerint „az indítékok a legtöbbek számára a kereskedelem, egyeseknek Hannover, másoknak a nyugalom és biztonság, mindehhez társult az általános ellenszenv a polgárháborúk iránt, az elviselhetetlen szegénység és a rossz kormányzat folyamatos elnyomása.” A támogatást elismerve Anna brit királynő Roxburghe hercegévé ( 1707) tette. Ez volt az utolsó nemesi cím, amit a Skót főrendben (peerage) hoztak létre. Roxbourghe hercege egyike volt annak a tizenhat skót főnemesnek, akik bekapcsolódhattak a londoni Parlament munkájába, az évenkénti újraválasztáson helyét 1710-ig megőrizte. Számos fontos állami tisztséget töltött be, 1708. márciusában titkos tanácsossá nevezték ki, 1714 és 1716 között a titkos pecsét őrizője, 1715 februárjától haláláig Roxburghshire és Selkirk főhadnagya, 1715. november 13-án a Sheriffmuir-i csatában harcolt. 1722-ben a Térdszalagrend lovagjává vált. Az első herceg Skócia helyettes főkamarása volt II. György brit király király koronázásán.
A korai felvilágosodás időszakának sok gazdag emberéhez hasonlóan Roxburghe is a tudás felé fordult, tanult körökben mozgott. 1707-ben a Royal Society tagjává választották. Isaac Newtonnal, Henry Fielding regényíróval és drámaíróval és Sir John Vanbrugh királyi építésszel barátok voltak. Az első herceg 1721-ben bízta meg William Adamet a Floors kastély építésével.

Robert Ker (1709–1755), Roxburghe 2. hercege
A második herceget 1722. május 24-én, apja életében, I. György brit király Wakefield grófjává emelte ( 1722), így automatikusan tagja lett a londoni Lordok Házának. Tovább építette, bővítette a Floors kastélyt.

John Ker (1740–1804),  Roxburghe 3. hercege KG KT PC
A londoni Hannover Square-en született John Ker (1740. április 23. – 1804. március 19.) alig volt tizenöt éves, amikor herceggé lett. Az Eton Collegeban tanult. Az ifjú herceg 1761-ben a Grand Touron, Európát megismerő körúton járt. Ebben az évben találkozott először Károly Lajos Frigyes mecklenburgi herceg legidősebb lányával, Christiane mecklenburgi hercegnővel, akivel házasságra készültek. De nem sokkal később Christiane húgát, Zsófia Saroltát elvette III. György brit király, így a frigy meghiúsult. A társadalmi szokással ellentétes volt, hogy az idősebb nővér alacsonyabb rangú férfihoz menjen feleségül, mint a fiatalabb testvére. Ráadásul az udvari etikett úgy rendelkezett, hogy egy idősebb hercegnő nem lehet fiatalabb nővér alattvalója. A herceg soha sem házasodott meg, törvényes utód nélkül halt meg. III. György barátja volt, így 1767-1796 között Gentelman of the Bedchamber, 1796-tól haláláig Lord of the Bedchamber. Titkos tanácsos volt 1796-tól, a Bogáncsrendet 1768-ban, a Térdszalagrendet 1801-ben kapta meg – azon kevés nem királyi családhoz tartozó személy volt, aki egyidejűleg mindkét rend tagja volt.
Európai útja során Olaszországban Ker meglátta és megvette Boccaccio Dekameronjának első kiadását, 100 guineát (durván 10-14 millió forint, 2024) fizetett érte. A következő negyven évben régi és ritka könyveket gyűjtött, különösen Shakespeare műveinek kiadásait, és olyan műveket, amelyek csak Shakespeare-t említik. 1804-ben bekövetkezett halálakor könyvtára tízezer kötetes volt. A legtöbb könyv volt, de voltak brosúrák és balladalapok is.
A harmadik herceg 1804-ben utód nélkül hunyt el, a Wakefield grófi cím nem öröklődött, a hercegi igen, köszönhetően annak, hogy az első gróf a grófi cím öröklését kiterjesztette és a hercegi cím öröklését ahhoz tették hasonlatossá.

William Bellenden Ker (1728–1805), Roxburghe 4. hercege
William Drummond (1728. október 20. – 1805. október 22.) 1757-ben kapitányi rangot kapott a 25. gyalogezredben. William kétszer volt házas. 1750. december 7-én kötött házasságot Margaret Burroughs-szal, majd felesége halála után 1789. június 29-én feleségül vette Mary Bechinne-t, egyik házasságából sem született utód. 1797-ben, nőtlen és gyermektelen unokatestvére, Robert Bellenden, 6. Lord Bellenden (of Broughton) halála után ő lett 7. Lord Bellenden, ekkortól évi 250 font – ez 22,5 millió forint (2024) – támogatást kapott, mint elődei. Roxburghe 3. herceg férfi leszármazott nélkül halt meg, a címet legközelebbi, élő férfi rokonára, Roxburghe 2. grófja kisebbik fiának leszármazottjára szállt, William Drummond a nevét William Bellenden Ker-re változtatta. Alig fél évet élt hercegként, amikor hetvenhét évesen meghalt. A Lord Bellenden of Broughton cím vele szállt sírba. A Roxburghe hercege (és a Roxburghe grófja) cím utódlása nem volt azonnali és egyértelmű.
1805–1812 A hercegi cím betöltetlen
A harmadik és negyedik herceg egy éven belül halt meg, így az utódlás kérdése nem volt egyértelmű. A hivatalos eljárás az, hogy az utód bemutatja az uralkodónak az utódlást igazoló iratokat, aki azokat megvizsgálva elfogadja – ez a legtöbb esetben formális. Jelen esetben viszont nem volt az, mert az utolsó herceggel kihalt a Roxburghe 2. grófja ág. Az utódlásért jogi harc indult.
Az utolsó herceg unokatestvérét, az ismert botanikust, John Gawler-t (♠ jellel a lenti családfán) jelölte utódjának, aki anyjával együtt a Floors kastélyban lakott az utolsó félévben. Őt az öröklés szabályai kizárták a lehetséges örökösök sorából, hiába változtatta meg nevét Ker-re. A szabályok értelmében elutasították a második herceg lányát, Lady Essex Ker-t is (♣). A cím megszerzésért bejelentkezett William Drummond of Logiealmond és Walter Ker of Littledean is. A Roxburghe grófi– és hercegi–családdal való rokoni kapcsolatot mindkét személy esetében adathiány miatt nem tüntettük fel a családfán. 

A Morayshire-i Innesbeli Innes, később Innes-Ker Baronetséget 1625. május 28-án hozták létre Nova Scotia baronetségben az urquharti Robert Innes számára. Ez a cím 2024-ben a legrégebbi létező Nova Scotia baronet cím. Robert Innes (1584–1658. november 17.) volt az első, Robert Innes (~1619–1689) a második és James Innes (–1694) a harmadik baronet, ez utóbbi felesége volt Margaret Ker. Az ő fiuk volt Harry Innes (kb. 1670–1721) a negyedik, unokájuk Henry Innes (–1762. október 31.) az ötödik, és dédunokájuk James Innes (●), a hatodik baronet. James Innes hosszú jogi csata után, amelyet Skócia Legfelsőbb Polgári Bíróságán (Court of Session) és a Lordok Házában vívott leginkább Walter Ker ellenében, amelybe még III. György is bekapcsolódott, a lordkancellár döntése értelmében lenyerte a Roxburghe hercege címet. Hét év pereskedés és hatalmas jogi költség után a 76 éves James Innes lett Roxburghe 5. hercege 1812-ben, aki felvette az Innes-Ker vezetéknevet.
James Innes-Ker (1736–1823), Roxburghe 5. hercege
James Innes (1736. január 10. – 1823. július 19.) tanulmányait a hollandiai Leideni Egyetemen végezte, 1759-ben kapitányi rangot szerzett a 88. gyalogezredben. 1762-ben lett Innes 6. baronetje, öt évre rá eladta Innes birtokát James Duffnak, Fife 2. grófjának. 1769. május 31-én a nevét törvényesen James Innes-Norcliffe-re változtatta, apai ágon megörökölte a Norcliff birtokot, a név felvétele feltétele volt az örökség elfogadásának. Távoli rokonának, Roxburghe 4. hercegének halálát (1805) követően hosszú bírósági eljárásban vett részt, hogy bizonyítsa, ő a hercegi cím jogos örököse. A cím utódlásáért folyó küzdelmet egy visszaemlékezés úgy jellemezte, hogy „...ritkán találkoztak az ügyvédek gazdagabb terméssel. Az edinburghi és a londoni bíróságok egymásnak ellentmondó követelésekben tobzódtak, a Lordok Házát pedig megzavarták a véget nem érő fellebbezések.“ Végül 1812-ben őt nyilvánították Roxburghe 5. hercegének és a hercegi javak jogos örökösének (és a Roxburghe grófja és a Lord Roxburghe cím jogos viselőjének is), ekkor nevét James Innes-Ker-re módosította. Jogi diadalának finanszírozására kénytelen volt eladni a 3. herceg által felhalmozott könyvtárat egy 1812-es árverésen.
Első feleségével kötött házasságából nem született gyermek. A nála 42 évvel fiatalabb Harriet Charlewooddal kötött második házasságából 1816 júliusában fia született az akkor nyolcvan éves hercegnek – így elkerülté vált egy újabb örökösödési összecsapás. A Roxburghshire-i Kelso – ahol a családi székhely Floors kastély áll – lakói „jó Jakab hercegként” említették, adományaival támogatta a tanácsházat, az iskolát és a templomot. 1818 és 1820 között Skócia képviselőjeként szolgált. 1823-ban halt meg Genovában, 87 évesen.
James Innes-Ker (1816–1879), Roxburghe 6. hercege KT
James Henry Robert Innes-Ker (1736. január 10. – 1823. július 19.) hét évesen lett Roxburghe 6. hercege. Tanulmányait a windsori Eton College-ban és az Oxfordi Egyetem Christ Church kollégiumában végezte. 1837-ben Viktória királynőtől a Gróf Innes ( 1837) címet kapta, így helyet kapott a Lordok Házában. 1840-ben a Bogáncsrend lovagja lett, a Royal Company of Archers hadnagya, valamint Berwickshire főhadnagya 1873-tól haláláig. 1879-ben a herceg egy nápolyi utazásról tért haza, amikor Genfben meghalt. A hatodik herceg, a híres építészt, William Playfairt alkalmazta 1837–1847 között, hogy jelentős átalakításokat és bővítéseket hajtson végre a Floorsban. Playfair és a 6. herceg alakította ki a kastély ikonikus homlokzatát és hatalmas méretét.
James Innes-Ker (1839–1892), Roxburghe 7. hercege
James Innes-Ker (1839. szeptember 5. – 1892. október 23.) tanulmányait először az Etonban, majd az Oxfordi Egyetem Christ Church kollégiumában végezte, ahol Master of Arts fokozatot szerzett. 1870-től 1874-ig Roxburghshire liberális parlamenti képviselője volt, 1884-től 1892-ben bekövetkezett haláláig Roxburghshire főhadnagya volt. 1874. június 11-én feleségül vette Anne Emily Spencer-Churchillt, Marlborough 7. hercegének lányát, és hét gyermekük született.
Henry Innes-Ker (1876–1932), Roxburghe 8. hercege KT MVO
A 8. herceg (1876. július 25. – 1932. szeptember 29.) az Eton College-ban, majd a Sandhursti Királyi Katonai Akadémián tanult. Katonai pályafutását 1895-ben kezdte, az Argyll és Sutherland Highlanders 4. zászlóaljnál 2. hadnagyi rangot szerzett. A Sandhurst-i diploma megszerzése után a Royal Regiment of Horse Guards (The Blues) hadnagya lett. 1900-ban ezredével részt vett a második búr háborúban. Ezt követően Cornwall és York hercegének tábori segédjévé nevezték ki. 1901-ben a Királyi Viktoriánus Rend tagjává nevezték ki, a következő évben a Bogáncsrend tagja lett, 1928-tól haláláig a Rend kancellárja volt.
1906-ban szerzett őrnagyi rangot a Lothians and Border Horse Imperial Yeomanry-ban. Az első világháborúban 1914 októberében belga földön a németek ellen vívott küzdelemben súlyos sebet kapott, ami miatt élete végéig sánta maradt. 1918-ban Roxburghshire főhadnagyává, 1930-ban pedig a Royal Company of Archers hadnagyává nevezték ki.
1903. november 10-én feleségül vette Mary Goelet (1878–1937), Ogden Goelet New York-i ingatlanmilliomos lányát. Házasságkötésük idején ő volt az egyik leggazdagabb amerikai örökösnő, húszmillió dolláros hozományával, amelyet csak Consuelo Vanderbilté múlott felül. A Floors kastélyban laktak, a 24 000 hektáros kertet Mary saját művészeti gyűjteményével díszített, beleértve a XVII. századi Gobelins Manufaktúra gobelineinek sorozatát.
George Innes-Ker (1913–1974), Roxburghe 9. hercege
George Victor Robert John Innes-Ker (1913. szeptember 7. – 1974. szeptember 26.) – az előző hercegekhez és a nemesi családok sarjaihoz hasonlóan – tanulmányait Etonban kezdte meg. Ezt követően apjához hasonlóan a Sandhursti Királyi Katonai Akadémián tanult tovább. V. György király és Mária királyné keresztfia volt, lelkes sportoló és a helyi ügyekért elkötelezett. Az apjához hasonlóan ő is a Blues egységhez került, a második világháború alatt a Közel-Keleten szolgált. Betöltötte a Királyi Íjászok Társasága hadnagyi, Roxburghshire helyettes hadnagyi tisztét. Roxburghshire-ben békebíró is volt. 1935-ben feleségül vette Lady Mary Evelyn Hungerford Crewe-Milnes-t, 1953-ban elváltak. Másodszor, 1954. január 5-én nősült, elvette Margaret Elisabeth McConnelt, két fiuk született.
Guy Innes-Ker (1954–2019), Roxburghe 10. hercege
Guy David Innes Ker (1954. november 18. – 2019. augusztus 29.) Etonban tanult, és a Cambridge-i Egyetem Magdalene kollégiumában végzett. A Sandhursti Királyi Katonai Akadémián tanult tovább, ahol évfolyam elsőként végzett, elnyerte a Becsület Kardja kitüntetést (Sword of Honour). Apját és nagyapját követve belépett a Blues and Royalshoz. Amikor 1974-ben, alig 19 évesen megörökölte a hercegi címet, Cipruson szolgált. Guy Roxburghe észak-írországi aktív szolgálat után 1977-ben fejezte be katonai pályafutását. Észak-Írország szolgálata alatt ismerte meg első feleségét, Westminster hercegének lányát, Lady Jane Meriel Grosvenort. 1977-ben házasodtak össze, és három gyermekük született, a házasságot 1990-ben felbontották. Guy Roxburghe 1992-ben vette el második feleségét, Virginia Wynn-Williams belsőépítészt. Két gyermekük született. 2009-ben a hercegnél nyelőcsőrákot diagnosztizáltak. A rák 2019-ben visszatért, a herceg augusztus 29-én meghalt.
Guy Roxburghe alatt a birtokai irányítását átszervezték, gazdálkodás, erdőgazdálkodás, kereskedelmi sportok, turizmus, megújuló energia és ingatlankezelés portfóliókra bontották. Roxburghe volt a modern idők legsikeresebb skót telivértenyésztője. Tett a Tweed folyó és halászatának megőrzéséért, a helyi gazdaság és az angol-skót határon élő közösségek megmaradásáért. A herceg volt az egyik első történelmi háztulajdonos, aki biomassza fűtési rendszert telepített a birtokról származó faapríték felhasználásával. 2001-től földjeire szélerőműveket építtetett. A Fallago Rig Wind Farm, amelyet 2013-ban építettek, 80 000 otthont lát el. 1977-ben nyitotta meg a nagyközönség előtt a Floors kastélyt, a kerteket kibővítették. A látogatók száma megugrott, miután a Greystoke – Tarzan, a majmok ura című hollywoodi filmet 1984-ben itt forgatták.
Charles Innes-Ker (1981–), Roxburghe 11. hercege
A családi hagyományokat követve Charles (1981. február 18. –) tanulmányait az Eton College-ban kezdte, a Newcastle upon Tyne Egyetemen folytatta. A Sandhurst Királyi Katonai Akadémiát 2004 decemberében végezte el. A Blues és a Royals egységnél szolgált Windsorban és Irakban. Leszerelése után volt tiszttársával, Rob Bassett-Cross-szal megalapította a Capstart, amely fekete Jaguar XJ-kel sofőrszolgáltatást kínált, főleg volt katonákat és nőket foglalkoztott. 2019-ben megörökölte a hercegi címet és a Floors kastélyt és a Cheviot-hegyek és a Tweed-folyó körüli 24 000 hektáros területet, valamint a környék szállodáit, nagyjából 45 milliárd forintra (2024) becsült vagyont.
2011. július 22-én feleségül vette Charlotte Susanna Aitken-t (1982–), de kevesebb mint egy évvel az esküvő után elváltak. 2016-ban lánya – Eugenie Isabella – született Morvarid Sahafi iráni divattervezőtől. 2021 szeptemberében elvette Patrick Quirk dél-afrikai bányászmágnás mostohalányát, Annabel Green-t (1989–), akitől 2024. február 28-án fia és örököse született, Frederick Charles Ian Innes-Ker, Bowmont és Cessford márikja.

## Részleges családfa
A családfán csak a Roxburghe herceg és márki és gróf címek öröklődésében szerepet játszó személyek szerepelnek, illetve néhány érdekesebb családi kapcsolódási pont.
- Sir William Ker of Cessford (1544–1600)[m 30]
  - Robert Ker (1569–1650),  Roxburghe 1. grófja
    - Jean Ker (~1590–1662) Férje: John Drummond (~1584–1662),  Perth 2. grófja[m 31]
      - James Drummond (1615–1675),  Perth 3. grófja.[m 8] Innen Perth grófjai[m 32]
      - William Drummond Ker (1622–1675),  Roxburghe 2. grófja. Felesége Jean Ker (1639–~1675)
      - Jean Drummond (1623–1663). Férje: John Fleming,  Wigtown 3. grófja
        - innen Wigton grófjai, a cím 1747-ben alvóvá vált vagy kihalt.[m 33]

    - Henry Ker, Lord Ker (–1642)
      - Jean Ker (1639–~1675). Férje William Drummond Ker (1622–1675),  Roxburghe 2. grófja
        - Robert Ker (1658–1682),  Roxburghe 3. grófja
          - Robert Ker (1677–1696),  Roxburghe 4. grófja
          - John Ker (1680–1741),  Roxburghe 1. hercege
            - Robert Ker (1709–1755),  Roxburghe 2. hercege
              - John Ker (1740–1804),  Roxburghe 3. hercege
              - Lady Essex Ker (1744–) ♣

        - John Kerr (–1707)[m 34] 2. Lord Bellenden[m 35]
          - John Bellenden (1685–1740), 3. Lord Bellenden[m 35]
            - Ker Bellenden (1725–1753), 4. Lord Bellenden[m 35]
              - John Ker Bellenden (1751–1796),[m 36] 5. Lord Bellenden[m 35]

            - Caroline Bellenden (1728–1802), férje: John Gawler (–1803)
              - John Gawler (1764–1842)[m 37] ♠

            - Robert Bellenden (1734–1797),[m 38] 6. Lord Bellenden

          - William Bellenden (~1702–)[m 39]
            - William Bellenden Ker (1728–1805), 7. Lord Bellenden, majd  Roxburghe 4. hercege

          - Mary Bellenden (1685–1736), férje:  John Campbell, Argyll 4. hercege

      - Margaret Ker (1625–1681), férje: James Innes (–1694), Innes 3. baronetje
        - Harry Innes (1670–1721), Innes 4. baronetje
          - Henry Innes (–1762), Innes 5. baronetje
            - James Innes-Ker (1736–1823) ●, Innes 6. baronetje, majd  Roxburghe 5. hercege
              - James Innes-Ker (1816–1879),  Roxburghe 6. hercege
                - James Innes-Ker (1839–1892),  Roxburghe 7. hercege felesége: Anne Spencer-Churchill (1854–1923)
                  - Henry Innes-Ker (1876–1932),  Roxburghe 8. hercege
                    - George Innes-Ker (1913–1974),  Roxburghe 9. hercege
                      - Guy Innes-Ker (1954–2019),  Roxburghe 10. hercege. Felesége: Jane Meriel Grosvenort (1953–)
                        - Charles Innes-Ker (1981–),  Roxburghe 11. hercege
                          - Eugenie Isabella (2016–), törvénytelen gyerek Morvarid Sahafi-tól,
                          - (1) Frederick Charles Ian Innes-Ker (2024), Bowmont márkija

                        - (2) Edward Arthur Gerald (1984–)
                          - (3) Arthur Henry (2019–)

  - Elisabeth Ker (–1631), férje: James Bellenden of Broughton (–1606)
    - William Bellenden (1604–1671) 1. Lord Bellenden

  - Mary Ker, férje: Walter Scott, 1. Lord Scott of Buccleuch
    - Walter Scott (1606 – 1633)  Buccleuch 1. grófja
      - innen Buccleuch grófjai és hercegei

Forrás: 
EntiTree Wikidata alapján

## Címer
Pajzs (Shield)
Négyelt (kvartírozott) pajzs.

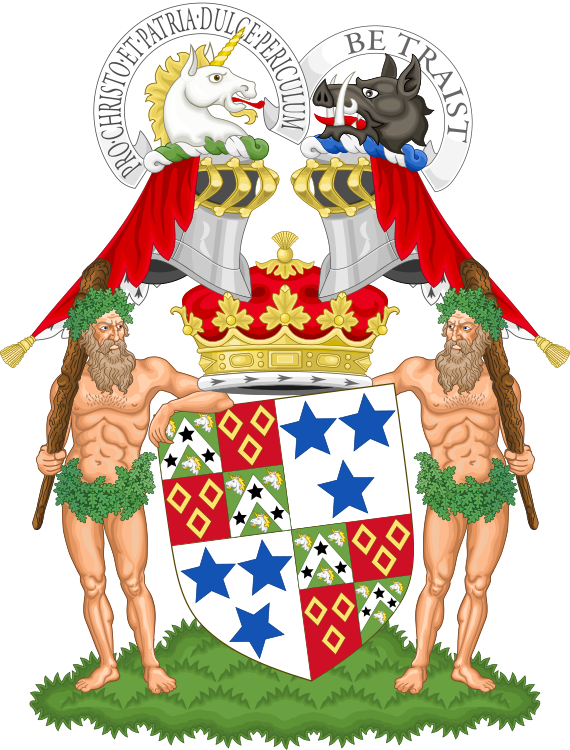
címer

- Az első és a negyedik nagy mezők is négyeltek
  - az első és a negyedik mező zöld (vert), amelyen egy ezüst pólya (chevron) látható, három levágott ezüst egyszarvú fej (unicorn's heads erased) között. A pólyán három fekete csillag (mullets sable) található. Ez a Ker család jelképe.
  - második és harmadik mező vörös (gules) alapon három arany gyémánt (mascles) látható, amelyeket Weapont (Vipont)
- A második és harmadik nagy mező ezüst alapon három kék ötágú csillagot (mullet) tartalmaz, ami a Innes családot jelképezi.

A mezők sorrendje a fontosságot is jelzi. A grófok és az első négy herceg címere megegyezett az első negyeddel. Az ötödik hercegtől bővült annak (Innes) címerpajzsával, a kék csillagossal.
Tartók (Supporters)
A címer két oldalán két vadember áll, amely szimbólum az erőt és a vadságot jelképezi. Mindkettő buzogányt tart, fejükön és derekukon pedig zöld leveles koszorút viselnek.
Címerdíszek
- Az első sisakon egy fehér egyszarvú fej helyezkedik el, amely arany szarvval és sörénnyel van díszítve. Az egyszarvú a Ker család hagyományos szimbóluma. Ez a címerdísz kapcsolódik a „Pro Christo et Patria Dux” mottóhoz, amely azt jelenti: „vezető Krisztusért és a hazáért”.
- A második sisakon egy fekete vaddisznó fej található, amely a Innes család szimbóluma. A vaddisznó fölött egy másik mottó olvasható: „Be Traist” amely skót nyelven azt jelenti: „Légy hűséges”. Ez a mottó az Innes család lojalitásának jelképét erősíti.